# Phare de Beauduc
Le phare de Beauduc, au sud-est de la Camargue, est isolé entre les étangs et la mer, sur la pointe de Beauduc (commune d'Arles).
Il protège les navires contre les bancs de sable du Grand-Rhône. Perdu au cœur de la Camargue sauvage, le phare n'est pas d'un accès facile.

## Historique
En 1865, un amer en charpente de bois est construit. À la suite du naufrage du vapeur marseillais Pergame, le 1er janvier 1898, un projet de  construction d'un phare est diligenté pour améliorer la signalisation des côtes camarguaises afin d'éviter la confusion entre le phare de Faraman plus à l'est, et le phare de Planier en rade de Marseille. Sur décision ministérielle les plans de l'ingénieur Combarnous, élaborés en 1900, sont approuvés et la construction est terminée dès 1902. Le phare est mis en service en 1903 avec un feu à vapeur de pétrole. Jusqu'à son électrification en 1970, il est exploité par quatre gardiens (électromécaniciens de phare).

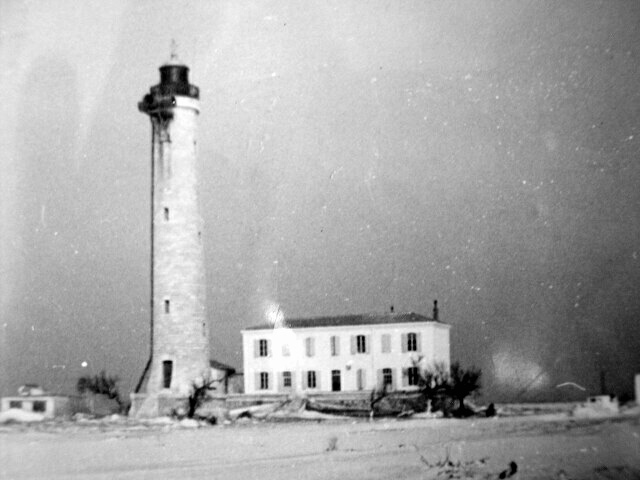
Le phare en 1964 équipé de la corne de brume.

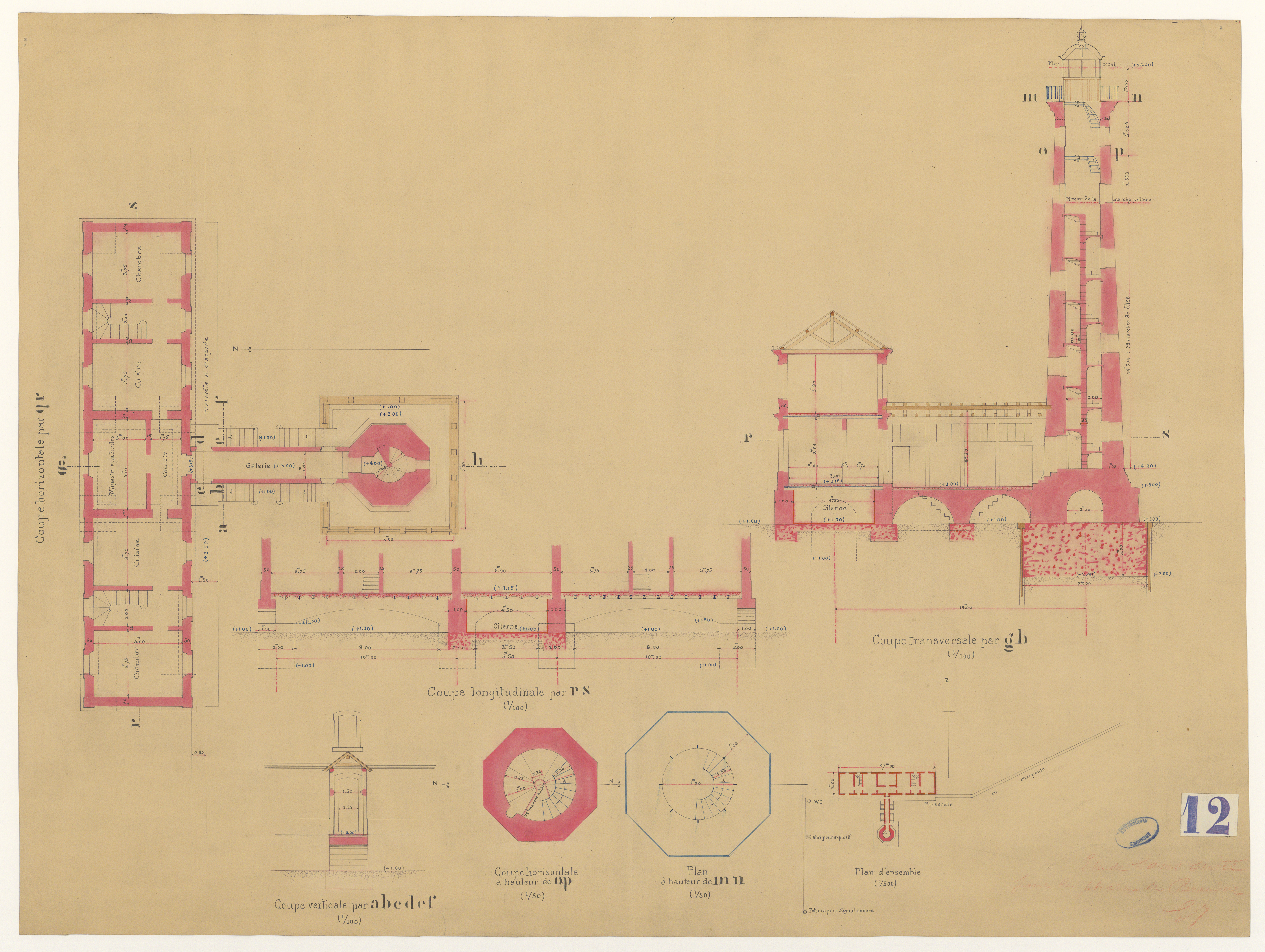
Étude sans suite pour la pointe de Beauduc.

Début 1953, un signal sonore à air comprimé (corne de brume) constitué de trois pavillons est installé en haut du phare, pour signaler la pointe du Sablon lorsque la visibilité est réduite ; ce signal est abandonné en 1980. En 1970, un aérogénérateur est mis en service pour son énergie principale ; l'alimentation de secours est fournie par un générateur solaire photovoltaïque.

## Phare actuel
Le phare de Beauduc est resté dans son aspect architectural premier. C'est une tour isolée, cylindro-conique, construite en pierre de taille. Le bâtiment des gardiens placé à l'arrière comporte sept chambres, deux magasins, deux cuisines et un grand vestibule qui sépare les deux appartements. Une écurie se trouvait à une centaine de mètres plus loin (description avant guerre pour deux familles)[pas clair]. L'habitation de 20,50 m de long sur 6,60 m de large est surélevée de 1,60 m au-dessus du sol pour être à plus de 3 m au-dessus du niveau de la mer ce qui la protège des entrées marines par vent de secteur sud.
Depuis juillet 2001, le phare est totalement automatisé ; il ne se visite pas. Depuis 2004, son alimentation en électricité est assurée par des capteurs solaires installés en haut de la tour. La maison de gardien est barricadée et bien que le toit ait été refait, en 2007, elle était dégradée.
Le phare, les façades et les toitures du logement des gardiens ainsi que la terrasse sont inscrits au titre des monuments historiques par arrêté du 18 janvier 2013,.
En 2017, une commission nautique locale à l'initiative du Service des Phares et Balises a décidé d'éteindre définitivement le feu du phare de Beauduc en raison d'un accès trop difficile à l'édifice et de trop nombreux problèmes de fonctionnement. Le balisage maritime de la zone a été revu de façon à pallier l'arrêt du phare : la bouée de Beauduc a été repositionnée, la portée de son feu a été augmentée. La portée de la bouée de Faraman a elle aussi été augmentée.
Le phare a finalement été définitivement éteint le 17 septembre 2019.